# Concattedrale di San Pietro Apostolo (Antivari)
La concattedrale di San Pietro Apostolo (in montenegrino konkatedrala Svetog Petra Apostola) è una chiesa cattolica di Antivari, concattedrale dell'arcidiocesi di Antivari.

## Storia

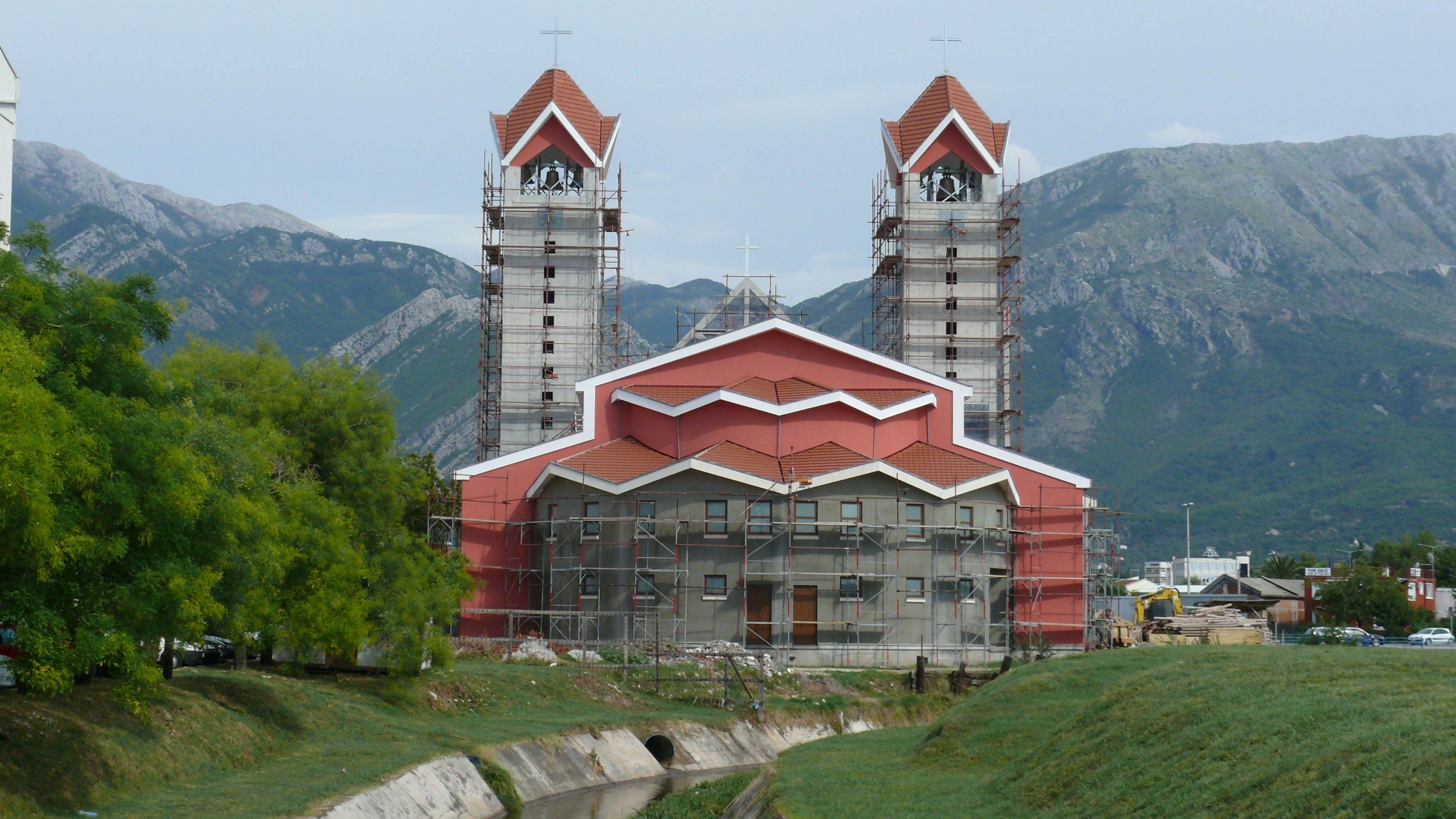
La chiesa in costruzione nel 2013.

La prima pietra della chiesa fu posta il 16 giugno 2006 con la benedizione del cardinale Theodore Edgar McCarrick, sebbene la costruzione dell'edificio sia iniziata effettivamente nel 2010 dopo l'ottenimento dei permessi di costruzione. La chiesa, progettata dagli ingegneri italiani Nicola Danza e Rodolfo Mancano, è costata circa 3,56 milioni di euro, provenienti in larga parte da donazioni di organizzazioni ecclesiali private di Italia, Germania e Stati Uniti d'America.
La consacrazione è avvenuta il 3 settembre 2017 con una messa officiata dall'arcivescovo emerito Zef Gashi alla quale hanno partecipato anche gli ambasciatori di Croazia e Italia, il ministro Mehmed Zenka, il vicepresidente dell'Assemblea del Montenegro Genci Nimanbegu e i rappresentanti della comunità ebraica e di quella musulmana oltre che il metropolita del Montenegro Amfilohije Radović.